# Aphalara manitobaensis
Aphalara manitobaensis är en insektsart som först beskrevs av Caldwell 1938.  Aphalara manitobaensis ingår i släktet Aphalara och familjen rundbladloppor. Inga underarter finns listade i Catalogue of Life.